# El milagro del teísmo
El milagro del teísmo: argumentos en favor y en contra de la existencia de Dios (en inglés: The Miracle of Theism: Arguments For and Against the Existence of God) es un libro de filosofía analítica escrito por el filósofo australiano John Leslie Mackie. Publicada póstumamente en 1982, la obra ha sido descrita como un "tour de force" que trata de probar, o hacer más probable, la inexistencia de Dios. En él, Mackie objeta contra los argumentos clásicos a favor de la existencia de Dios como: el argumento cosmológico de Tomas de Aquino, la analogía del relojero de William Paley, la tercera meditación de Descartes, el argumento ontológico de Anselmo, la existencia de milagros, la defensa de Berkeley del teísmo, la apuesta de Pascal, el argumento moral de Immanuel Kant y al argumento cosmológico. También se refiere a aquellas tesis que ponen el concepto de Dios más allá del dominio de la razón. 

## Contenido

### Milagros
El primer capítulo del libro Mackie expone y defiende la tesis de David Hume sobre los milagros en su Investigación sobre el entendimiento humano: "ningún testimonio es suficiente para establecer un milagro, a menos que el testimonio sea de tal naturaleza, que su falsedad sea más milagrosa que el hecho que trata de establecer".

### Meditación de Descartes
El segundo capítulo aborda la tercera meditación de René Descartes donde se argumenta que "cualquiera que tenga en su mente la idea, noción o concepto de Dios está en posesión de algo que no podría venir de ningún otro sitio salvo Dios". Según Descartes, todo "debe tener alguna causa, y debe ser una causa adecuada" (ver: Ex nihilo nihil fit). Dado que la idea de Dios "como un ser eterno, infinito, omnisciente, omnipotente, creador de todas las cosas" solo puede venir entonces de un ser a su vez eterno, infinito, omnipotente, etc. Es decir, "debe ser innata en mí, implantada en la mente por Dios".
Mackie objeta que nuestras ideas de perfección o infinito no son adecuadas porque no las comprendemos genuinamente. A su vez las ideas como de perfección o infinito pueden ser explicadas "en cuanto a su contenido, enteramente en términos de materiales extraídos de la percepción sensorial, junto con la captación de la negación", de la misma forma que entendemos el concepto de una línea perfecta mediante la experiencia de otras líneas imperfectas sin necesidad de postular la idea platónica de una línea.

### Argumentos ontológicos
En el tercer capítulo Mackie aborda los argumentos ontológicos de Anselmo de Canterbury en el Proslogion y René Descartes en su quinta meditación, además de la parodia de Gaunilo y la objeción kantiana: "la existencia no es un predicado". En la última sección aborda la formulación modera de Alvin Plantinga basada en lógica modal. Pantinga define a Dios como un ser con "máxima excelencia" (ser omnipotente, omnisciente y omnibenevolente); y "máxima grandeza" (tener máxima excelencia en todos los mundos posibles). Como es posible (es decir, no es contradictorio) que Dios tenga máxima grandeza en un mundo posible entonces la tiene en todos, incluido el mundo actual en el que vivimos y, por lo tanto, Dios existe. Este argumento se basa en el axioma modal S5, donde "si es posible que p , entonces es necesario que sea posible que p".
Mackie señala que el axioma modal S5 es controvertido y también la interpretación de los mundos posibles (ver realismo modal); pero se centra más a lo que Plantinga definió como "no maximalidad", que es "la propiedad de ser tal que no existe un ser máximamente grande", la cual si se ejemplifica en un mundo posible entonces la máxima grandeza no se ejemplificaría en todos los mundos posibles. Dado que para Mackie la no maximalidad es posible entonces se presenta un argumento invertido contra la existencia de Dios. Plantinga defiende que aunque "no se pueda decir que [estos argumentos] prueben o establezcan su conclusión" si es "racional aceptar esa conclusión". Por otro lado Mackie argumentó que otra opción es suspender el juicio respecto a los dos argumentos, o aceptar la premisa menos extravagante, la cual para Mackie es la premisa rival porque es menos restrictiva, ya que "todavía permite la excelencia máxima".

### Argumentos cosmológicos
John Leslie Mackie en el quinto capítulo de El milagro del teísmo se opuso a varias formulaciones del argumento cosmológico. 
Primero criticó la formulación de Leibniz, basada en el principio de razón suficiente. Mackie plantea dos cuestiones: "¿Cómo sabemos que todo debe tener una razón suficiente?" y "¿Cómo puede haber un ser necesario, que contenga su propia razón suficiente?". Si la segunda pregunta no puede ser respondida entonces "se seguirá que las cosas en su conjunto no pueden tener una razón suficiente". Mackie argumentó siguiendo la crítica kantiana que "si Dios tiene necesidad metafísica, la existencia de Dios es lógicamente contingente", ya que "la existencia incluso de un ser cuya esencia incluyera la existencia no se explicaría por sí misma: podría no haber existido tal cosa"; de modo que "se requiere alguna razón para la propia existencia de Dios".
A continuación, Mackie critica los argumentos de Aquino basados en la imposibilidad de una regresión causal infinita. Las dos primera Vías de Aquino, dice Mackie, citando a Anthony Kenny, "dependen demasiado de teorías físicas anticuadas para ser de mucho interés ahora", siendo la tercera Vía de la contingencia "más significativa". Para Scott MacDonald, la primera vía de Aquino puede "liberarse de las trampas de la ciencia y la astrología antiguas y defenderse contra las críticas estrictamente filosóficas más comunes [...] no obstante, falla como prueba independiente de la existencia de Dios porque su validez depende de otra de las pruebas de Tomás de Aquino de la existencia de Dios", esta es la Tercera Vía. Mackie señala que sería una clara falacia lógica inferir "en algún momento todo no es" de "cada cosa en algún momento no es". Para Mackie, Tomás comete una petición de principio al asumir la imposibilidad de una regresión infinita de las causas, pues Tomás supone que hay una relación de dependencia ontológica en dirección a un primer ser necesario, pero una serie infinita o cíclica no lo posee. Esta suposición se basa en un principio de razón suficiente.
En cuanto al argumento Kalam, Mackie objeta que si tomamos en serio la noción de infinito debemos decir que en un pasado infinito no habría ningún punto de partida, incluso uno infinitamente distante. Pero aun si el universo tuvo un comienzo, no hay razón para aceptar un Dios con el poder de crear algo de la nada porque o Dios comenzó a existir en un punto en el tiempo (lo cual sería contingente), o ha existido infinitamente (esto plantearía el problema del infinito real), o la existencia de Dios es atemporal (lo cual sería un completo misterio).

### Argumentos morales
En el capítulo sexto Mackie aborda líneas de argumentación que concluyen la necesidad de un Dios para la existencia de valores morales. 
Primero expone un argumento formulado por John Henry Newman el cual propone que la conciencia, además de dar guía moral, proporciona evidencia de verdades morales objetivas que deben ser respaldadas por lo divino. Para Mackie este argumento presenta un dilema: o bien "tomamos la conciencia al pie de la letra y aceptamos como realmente válido lo que afirma" y entonces "no hay necesidad de mirar más allá esto a cualquier persona sobrenatural que ordene o prohíba tal acción"; o no la tomamos y "encontramos personas en el fondo, pero personas humanas, no un ser divino". Esta última opción parece respaldada por otras teorías éticas como el objetivismo o intuicionismo ético y el naturalismo ético.
Mackie luego presenta la argumentación de Immanuel Kant en la Crítica de la razón práctica donde Dios es considerado como un postulado de la razón que sirve como fundamentación ética, un summum bonum. Para Mackie, el teísmo de Kant es inconsistente con la ética kantiana porque esta no se basa en los mandatos de una divinidad, los cuales si se cumplen solo por miedo al castigo divino "destruiría todo el valor moral de las acciones" según Kant. A su vez también sufre las mismas críticas que el argumento de Newman.

### Argumentos del diseño
En el octavo capítulo se analizan los argumentos del diseño presentados durante el siglo XVIII, como los del personaje de Cleantes en la Diálogos sobre la religión natural de David Hume o la analogía del relojero de William Paley.

[E]l argumento del diseño no puede demostrar que hay alguna necesidad de ir más allá del tipo de hipótesis alternativa que Hume presagió y que Darwin y Wallace proporcionaron, o que hay algo explicativo satisfactorio en la postulación de un diseñador sobrenatural. La dependencia del argumento a favor del diseño de ideas que son el núcleo del argumento cosmológico es mayor de lo que el propio Kant se dio cuenta.
[T]he design argument cannot show that there is any need to go beyond the sort of alternative hypothesis that Hume foreshadowed and that Darwin and Wallace supplied, or that there is anything satisfactory explanatory in the postulation of a supernatural designer. The dependence of the argument for design on ideas that are the core of the cosmological one is greater than Kant himself realized.
The Miracle of Theism (1982), John Leslie Mackie

Mackie objeta que los argumentos del diseño dependen de un supuesto "principio a priori de doble filo" donde el orden en una mente (al menos en un dios) se explica por sí misma, pero el orden en el mundo material "no sólo no se explica por sí mismo, sino que es positivamente improbable". Esto hace que, como ya señaló Kant, que la conclusión dependa fuertemente de los argumentos cosmológicos y ontológicos.
A continuación, Mackie analiza el argumento inductivo de Richard Swinburne basado en el ajuste fino de las constantes físicas para la existencia de vida. En él objeta que "del hecho de que las regularidades fundamentales sean necesariamente inexplicables, desde un enfoque naturalista, no se sigue que, desde ese enfoque, sean una cuestión altamente improbable a priori".

Aunque alguna pequeña variación de los materiales y constantes iniciales reales eliminaría, tal vez, la posibilidad de que la vida se haya desarrollado como lo hizo, en realidad no tenemos idea de qué otras posibilidades interesantes podrían haber estado latentes dentro de la interminable gama de posibles condiciones iniciales.
Though some small variation from the actual initial materials and constants would, perhaps, eliminate the possibility of life’s having developed as it did, we really have no idea of what other interesting possibilities might have been latent within others of the endless range of possible initial conditions.
The Miracle of Theism (1982), John Leslie Mackie

Mackie concluye que los avances de la ciencia han destruido los argumentos del diseño de Hume o Paley; y que postular "un orden temporal, como un hecho bruto último, y no explicable, es mucho más probable" que un Dios.

### Apuesta de Pascal
Blaise Pascal argumento en su obra póstuma Pensamientos que dado la razón no es capaz de probar la existencia de Dios es mejor apostar por creer en su existencia porque "si ganáis, ganáis todo; si pierdes, no pierdes nada". Como respuesta a la apuesta de Pascal, Mackie responde que "la iglesia dentro de la cual se encuentra la salvación no es necesariamente la Iglesia de Roma, sino quizás la de los anabautistas o los mormones o los musulmanes sunitas o los adoradores de Kali o de Odín".

## Recepción
Bernard Williams escribió que el libro de Mackie refleja el espíritu de la filosofía analítica de Bertrand Russell "que es racional, escéptico, benévolo y firmemente incapaz de ocultar, en momentos cruciales, el desprecio por el evasivo y el odio por el fanático".
Graham Oppy comentó que "mucha gente lo piensa como el rey de las referencias principales de la crítica atea a los argumentos a favor de la existencia de dios”.